# Ladislav Žemla
Ladislav Žemla (Kladruby, 6 de novembro de 1887 — Praga, 18 de junho de 1955) foi um tenista tcheco. Medalhista olímpica de bronze em duplas mistas, com Milada Skrbková.